# Benins departementer
Benin er inddelt i 12 departementer, som videre er inddelt i 77 kommuner. I 1999 blev de tidligere seks departementer delt i to, så de nuværende 12 departementer blev dannet. De seks nye departementer fik hovedstæder i 2008.
1. Alibori *
2. Atakora
3. Atlantique
4. Borgou
5. Collines *
6. Kouffo *
7. Donga *
8. Littoral *
9. Mono
10. Ouémé
11. Plateau *
12. Zou

* Oprettet i 1999.